# Genadiusz (Stantzios)
Genadiusz, imię świeckie Stylianos Stantzios (ur. 1969 w Esslingen) – grecki duchowny prawosławny w jurysdykcji Patriarchatu Aleksandrii, od 2012 metropolita Botswany.

## Życiorys
Urodził się w Niemczech, w diasporze greckiej. Święcenia prezbiteratu przyjął w 1990. 26 listopada 2006 otrzymał chirotonię biskupią. W latach 2006–2012 był tytularnym metropolitą Nilupolis.